# Омшаник

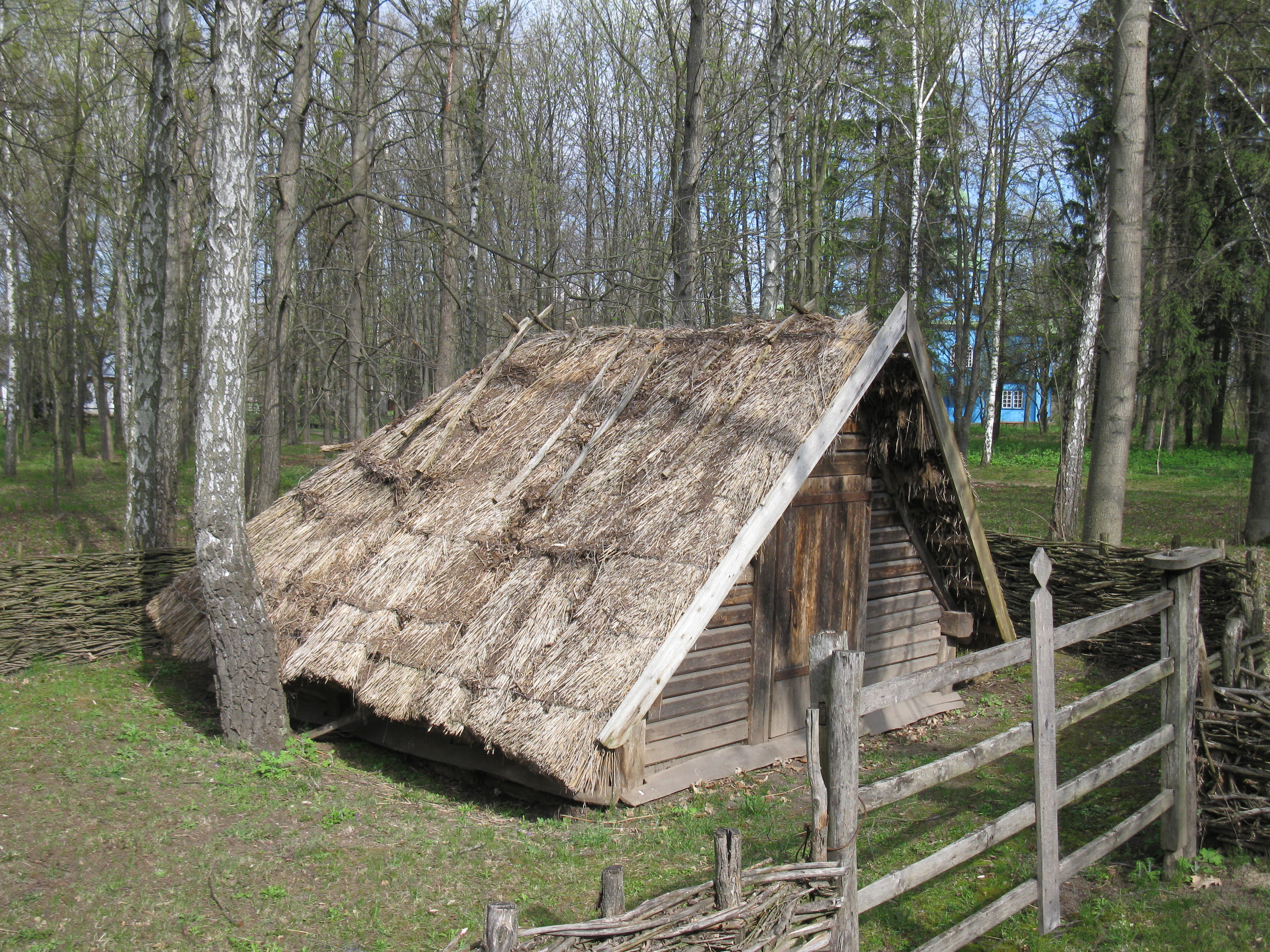
Омшаник у садибі музею історії бджільництва Середньої Наддніпрянщини

Омша́ни́к, також зимівни́к, те́мник, діал. сте́бник ; — утеплене приміщення для зимівлі бджіл; Споруда зводилася в ямах, викопаних у землі й добре випалених, утеплялася мохом (звідси й назва «омшаник»; діалектне слово «стебник» пов'язане з істепка, вистепка). Вулики встановлювались на полицях уздовж стін або в рядах один над одним. Щоб забезпечити безперервну подачу свіжого повітря, в одній зі стін вмонтовували вхідний приточний вентиляційний канал, а з протилежної сторони — вихідний.
Перевагою в використанні омшаника було зниження споживання меду бджолами протягом зими і зменшення так званого «зимового осипу».
Поява перших рамкових двостінних вуликів з утепленням між стінками дозволило не заносити тонкостінні вулики в омшаник.